# Граф Перт
Граф Перт (англ. Earl of Perth) — наследственный титул в системе Пэрства Шотландии. Был создан 4 марта 1605 года для Джеймса Драммонда, 4-го лорда Драммонда (ум. 1611).
Титул учтивости старшего сына и наследника графа Перта — виконт Стрателлан (Viscount Strathallan).

## История
Род Драммонд происходит от Мориса, сына Джорджа, младшего сына короля Андрея Венгерского. Морис прибыл в Шотландию в 1068 году на корабле вместе с Эдгаром Этелингом, саксонским претендентом на корону Англии после Нормандского завоевания, и его сестрой Маргарет. Морис получил лен землю в Ленноксе (Дамбартоншир) вместе с наследственным титулом стюарда Ментейта и Стратерна. Его преемник Джон Драммонд, 7-й стюард, был лишен владений и удалился в Пертшир.
Джон Драммонд, юстициарий Шотландии, был назначен шотландским королём Яковом III Стюартом лордом парламента в 1487/1488 году. Его прямой потомок, Джеймс Драммонд, 4-й лорд Драммонд, посол в Испании, получил титул графа Перта в 1605 году.
Джеймс Драммонд, 4-й граф Перт (ок. 1649 — 1716), был лишён титула и владений за поддержку якобитского восстания 1715 года. В 1701 году якобитский претендент Джеймс Фрэнсис Эдуард Стюарт пожаловал ему титулы герцога Перта, маркиза Драммонда, графа Стобхолла, виконта Каргилла и барона Конкрейга. Британское правительство никогда не признало за ним эти якобитские пэрские титулы. Однако он и его потомки продолжали претендовать на герцогский и графский титулы.
В 1760 году после смерти Эдмунда Драммонда, 6-го герцога Перта, его преемником стал его троюродный брат Джеймс Ландин (вернувшийся в 1760 года к родовой фамилии Драммонд), 7-й герцог Перт (1707—1781), сын Роберта Драммонда и внук Джона Драммонда, 1-го графа Мелфорта (1650—1714), младшего брата Джеймса Драммонда, 4-го графа Перта и 1-го герцога Перта. Его преемником стал его третий сын, Джеймс Драммонд, де-юре 8-й герцог Перт и 11-й граф Перт (1744—1800), который в 1783 году получил назад фамильное имение, утраченное в результате якобитского восстания 1745 года. В 1797 году он получил от английского короля Георга III титул лорда Перта, барона Драммонда из Стобхолла (пэрство Великобритании), но после его смерти в 1800 году титул барона прервался. Титул герцога Перта и графа Перта унаследовал его двоюродный брат, Джеймс Льюис Драммонд, 4-й граф и герцог Мелфорт (1750—1800). Его преемник Чарльз Эдуард Драммонд, 5-й граф и герцог Мелфорт, 10-й герцог Перт (1752—1840), был прелатом римско-католической церкви и был известен как аббат де Мелфорт. После его смерти в 1840 году титулы унаследовал его племянник, Джорджа Драммонд, 6-й граф и герцог Мелфорт, 11-й герцог Перт (1807—1902), который получил титул пэра, приняв протестантскую веру.
В 1853 году Джордж Драммонд, 6-й герцог Мелфорт и 11-й герцог Перт, был признан парламентским актом в качестве 5-го графа Перта. Он вынужден был сократить использование титула герцога Мелфорта, хотя во Франции он признавался герцогом де Мелфорт, графом де Луссан и бароном де Вальроз. После смерти Джона Драммонда в 1902 году титулы герцога и графа Мелфорта оказались бездействующими, потому что никто из его родственников не смог доказать свои претензии на эти титулы. Титул графа Перта унаследовал его родственник Уильям Хантли Драммонд, 11-й виконт Стреттелан (1871—1937), потомок 2-го лорда Драммонда. Некоторые авторы не считают номинальных владельцев титулов (де-юре) в нумерации, 14-й граф Перт иногда назывался 5-м графом и так далее. Нынешний граф Перт (де-факто — 10-й) считает себя 19-м обладателем графского титула.
Дополнительные титулы графа Перта: виконт Стреттелан (создан в 1686), лорд Драммонд из Каргилла (1488), лорд Драммонд из Стобхолла (1605), лорд Мадерти (1609) и лорд Драммонд из Кромликса (1686). Все титулы входят в Пэрство Шотландии.
Графы Перта являются наследственными вождями шотландского клана Драммонд.
Родовое гнездо — Стобхолл в окрестностях Перта с начала XIV века.

## Лорды Драммонд из Каргилла (1488)
- 1488—1519: Джон Драммонд, 1-й лорд Драммонд (1438—1519), старший сын сэра Малкольма Драммонда из Каргилла и Стобхолла;
- 1519—1571: Дэвид Драммонд, 2-й лорд Драммонд (ок. 1515—1571), сын Уолтера Драммонда, мастера Драммонда (ум. 1518), внук Уильяма Драммонда, мастера Драммонда (ум. 1503/1504) и правнук 1-го лорда Драммонда;
- 1571—1600: Патрик Драммонд, 3-й лорд Драммонд (1550—1600), старший сын предыдущего;
- 1600—1611: Джеймс Драммонд, 4-й лорд Драммонд (ок. 1580 — 18 декабря 1611), старший сын предыдущего, граф Перт с 1605 года.

## Графы Перт, лорды Драммонд из Стобхолла (1605)
- 1605—1611: Джеймс Драммонд, 1-й граф Перт (ок. 1580 — 18 декабря 1611), старший сын 3-го лорда Драммонда;
- 1611—1662: Джон Драммонд, 2-й граф Перт (ок. 1584 — 11 июня 1662), младший брат предыдущего;
- 1662—1675: Джеймс Драммонд, 3-й граф Перт (ок. 1615 — 2 июня 1675), второй сын предыдущего;
- 1675—1716: Джеймс Драммонд, 4-й граф Перт (ок. 1649 — 11 мая 1716), старший сын предыдущего. В 1716 году титул и владения графа Перта были конфискованы английской короной.

## Якобитские герцоги Перт и претенденты на титул графа Перта (1716—1853)
- 1701—1716: Джеймс Драммонд, 1-й герцог Перт (ок. 1649—1716), 4-й граф Перт, в 1701 году получил титул 1-го герцога Перта;
- 1716—1720: Джеймс Драммонд, 2-й герцог Перт (январь 1673 — 6 апреля 1720), старший сын предыдущего от первого брака;
- 1720—1746: Джеймс Драммонд, 3-й герцог Перт (11 мая 1713 — 13 мая 1746), старший сын предыдущего;
- 1746—1747: Джон Драммонд, 4-й герцог Перт (1714 — 28 сентября 1747), второй 2-го герцога Перта;
- 1747—1757: Джон Драммонд, 5-й герцог Перт (1679 — 27 октября 1757), второй сын 1-го герцога Перта от первого брака;
- 1757—1760: Эдвард Драммонд, 6-й герцог Перт (ум. 6 февраля 1760), единственный сын 1-го герцога Перта от второго брака;
- 1760—1781: Джеймс Лундин (после 1760 года — Драммонд), 7-й герцог Перт (6 ноября 1707 — 18 июля 1781), второй сын Роберта Драммонда (ум. 1716) и внук Джона Драммонда, 1-го графа Мелфорта (1650—1714/1715), правнук Джеймса Драммонда, 3-го графа Перта;
- 1781—1800: Джеймс Драммонд, 8-й герцог Перт (ранее — Лундин) (12 февраля 1744 — 2 июля 1800), второй сын предыдущего, 1-й лорд Драммонд из Стобхолла;
- 1800—1800: Джеймс Льюис Драммонд, 4-й граф и герцог Мелфорт и 9-й герцог Пертский (14 августа 1750 — сентябрь 1800), старший сын Джеймса Драммонда, 3-го графа Мелфорта (1708—1766) и потомок Джеймса Драммонда, 3-го графа Перта;
- 1800—1840: Чарльз Эдуард Драммонд, 5-й граф и герцог Мелфорт и 10-й герцог Пертский (1 января 1752 — 9 апреля 1840), младший брат предыдущего, известен как аббат де Мелфорт;
- 1840—1902: Джордж Драммонд, 6-й граф и герцог Мелфорт и 11-й герцог Пертский (6 мая 1807 — 28 февраля 1902), племянник предыдущего, сын Леона Мориса Драммонда (1761—1826) и внук Джеймса Драммонда, 3-го графа Мелфорта. В 1853 году признан Палатой лордов в качестве 56-го графа Перта, будучи 14-м якобитским графом Перта.

## Лорд Перт, Барон Драммонд из Стобхолла (1797)
- 1797—1800: Джеймс Драммонд, 1-й барон Драммонд из Стобхолла (ранее — Лундин) (12 февраля 1744 — 2 июля 1800), второй сын Джеймса Драммонда, 7-го герцога Перта.

## Графы Перт (1605, титул восстановлен в 1853 году)
- 1853—1902: Джордж Драммонд, 5-й граф Перт, лорд Драммонд из Стобхолла, лорд Драммонд из Каргилла (6 мая 1807 — 28 февраля 1902), племянник Чарльза Эдварда Драммонда, 10-го герцога Перта;
- 1902—1937: Уильям Хантли Драммонд, 11-й виконт Страттелан и 6-й граф Перт (5 августа 1871 — 20 августа 1937), титулярный (якобитский) 12-й герцог Пертский. Сын Джеймса Дэвида Драммонда, 8-го виконта Стреттелана (1839—1893), от первого брака. Потомок Дэвида Драммонда, 2-го лорда Драммонда, младшего сына Джеймса Драммонда, 1-го лорда Маддерти (1551—1623);
- 1937—1951: Джеймс Эрик Драммонд, 7-й граф Перт (17 августа 1876 — 15 декабря 1951), титулярный (якобитский) 13-й герцог Пертский, 12-й виконт Стреттеллан, старший сын Джеймса Дэвида Драммонда, 8-го виконта Стреттелана (1839—1893), от второго брака;
- 1951—2002: Джон Дэвид Драммонд, 8-й граф Перт (13 мая 1907 — 25 ноября 2002), титулярный (якобитский) 14-й герцог Пертский, 13-й виконт Стреттелан, единственный сын предыдущего;
- 2002—2023: Джон Эрик Драммонд, 9-й граф Перт (7 июля 1935 — 27 марта 2023), титулярный (якобитский) 15-й герцог Пертский, 14-й виконт Стреттелан, старший сын предыдущего;
- 2023 — настоящее время: Джеймс Дэвид Драммонд, 10-й граф Перт (род. 24 октября 1965), титулярный (якобитский) 16-й герцог Пертский, 15-й виконт Стреттелан, старший сын предыдущего;
  - Наследник: достопочтенный Роберт Эрик Драммонд (род. 7 мая 1967), младший брат предыдущего;
    - Наследник наследника: Джаэго Александер Драммонд (род. 2016), сын предыдущего.